# Harley-Davidson Evolution

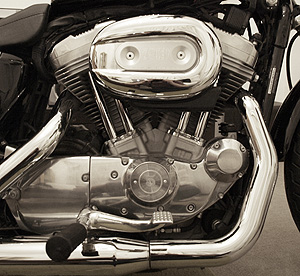
Sportster 883 Evolution.

Le moteur Evolution (ou Blockhead, plus connu sous le nom d'Evo) est un moteur bicylindre en V à 45° refroidi par air, fabriqué à partir de 1984 par Harley-Davidson.
L'Evolution a été produit de 1985 à 1999, et sa cylindrée est de 80 ci (1 340 cm3) pour toute la gamme Harley, sauf les Sportsters.
Il est considéré par les spécialistes Harley comme le meilleur moteur que la firme a produit.
Les premières versions, d’une cylindrée de 1 340 cm3, ont remplacé le moteur Shovelhead jusqu'à l’an 2000. En 1999, il a été remplacé par le moteur Harley-Davidson Twin Cam 88 dans les modèles Touring et Dyna et en 2000 dans les modèles Softail. Également disponible pour les modèles Sportster à partir de 1986, il a été fabriqué avec une cylindrée de 1 100 cm3 (67 in3) jusqu'en 1988 et est toujours fabriqué dans des cylindrées de 883 cm3 (53,9 in3) et de 1 200 cm3 (73 in3). pour les Harley-Davidson Sportsters, ce moteur venait en remplacement du moteur Ironhead Sportster.
La plupart des analystes considèrent l'Evolution comme le moteur ayant sauvé la société Harley-Davidson d’une possible faillite après une période délicate de restructurations. Le nom officiel de ce moteur est probablement lié à la tentative du constructeur de changer son image après le rachat en 1981 par AMF.
Les culasses et les cylindres du moteur Evolution sont en aluminium, ce qui entraîne une réduction de poids par rapport aux modèles en fonte et améliore l'efficacité du refroidissement à air, l'aluminium étant meilleur conducteur thermique que la fonte. Les caches culbuteurs carrés (aussi appelés « block head »), les têtes et les cylindres en aluminium (également appelés « cruches ») sont les seuls éléments du moteur Evolution que l'on puisse décrire comme essentiels dans l'évolution du moteur; les modèles Big Twin et Sportster du moteur Evolution sont très différents. Même s'il existe plusieurs versions du moteur Evolution selon le modèle de moto et la cylindrée, les culbuteurs, les culasses et les cylindres sont tous identiques.

## Evolution sur Sportster

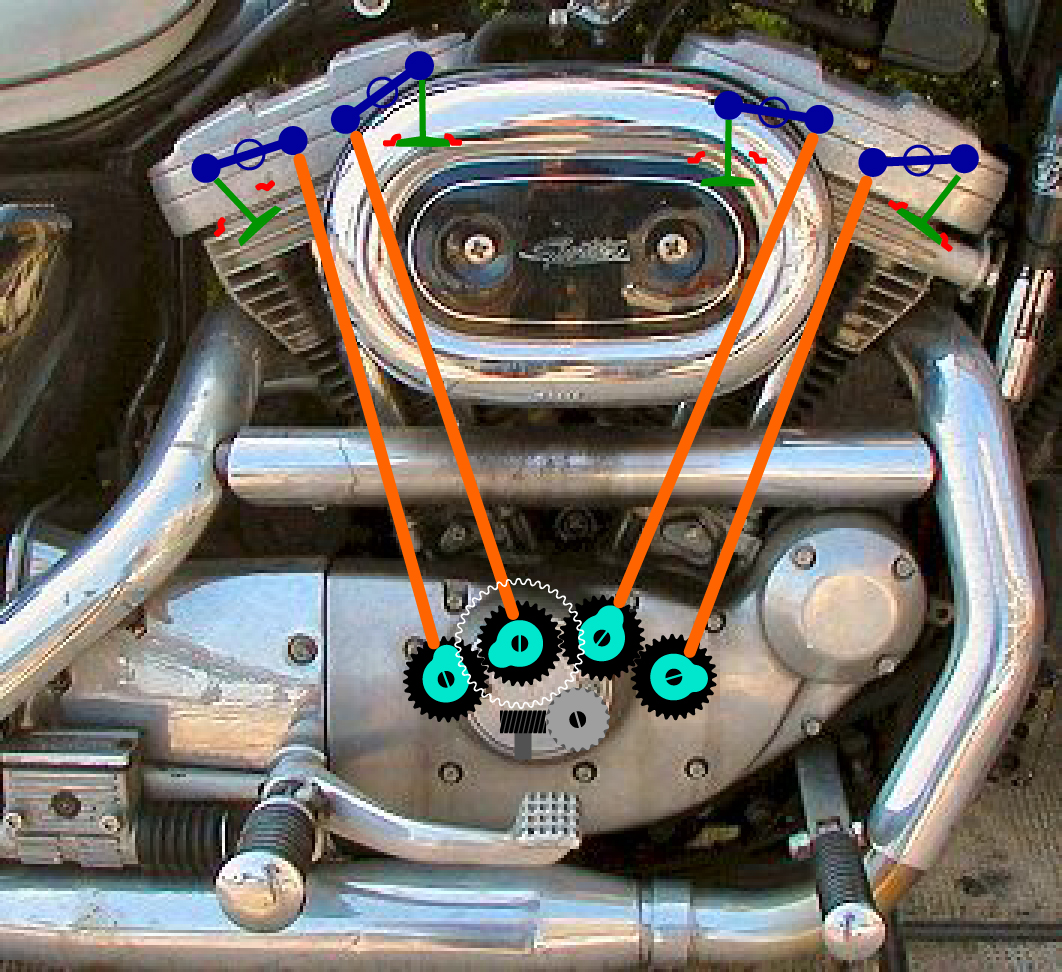
Diagramme du système admission/échappement des soupapes sur moteur Evolution.

La construction des moteurs Sportster de Harley-Davidson n'a pratiquement pas changé depuis son lancement en 1952 comme modèle « K » à soupapes latérales. Son architecture moteur-boite a été conservée avec la mise à niveau du moteur Evolution en 1986, ce qui a permis de créer une configuration de train de soupapes unique. Contrairement à la plupart des autres moteurs actuellement en production, le Sportster Evolution utilise quatre arbres à cames pour actionner les soupapes en tête du moteur. Ces arbres comportent chacun un lobe et sont entraînés par engrenages. Les lobes de came sont ainsi tous situés sur une ligne quasi horizontale et forment, avec leurs pignons placés en éventail, une sorte de cascade. Les biellettes sont donc disposées deux à deux (avant et arrière) parallèlement à l'axe du cylindre. Cela permet à chaque poussoir de dévier des lobes de la came perpendiculairement au plan des lobes. Cette configuration, particulièrement efficace pour les cames radicales à haut rendement, faisait du Sportster Evolution un choix naturel pour la gamme de motos de sport Buell Motocycle Company, marque appartenant à Harley-Davidson de 1986 à la fin de 2009 (année modèle 2010).
Le moteur Sportster Evolution est resté pratiquement inchangé de 1986 à nos jours, bien que les modifications ayant été apportées à la transmission, au support de transmission finale et aux supports de moteur, ont nécessité des modifications du boîtier Sportster Evolution. La construction est presque entièrement identique entre les versions de 883 et 1 200 cm3 ; la principale différence entre les deux est un alésage plus petit sur les 883 cm3 (hérité de son ancien parent Ironhead), avec des couvresculasse (head) légèrement différentes. Les conversions de 883 à 1 200 cm3 sont relativement peu coûteuses et communes, et meilleur marché que le prix majoré pour passer d’un moteur de 883 à 1 200 cm3 sur une nouvelle moto. Les carburateurs étaient de série sur les moteurs Sportster jusqu'en 2007, date à laquelle ils ont été remplacés par un système d'injection de carburant électronique à port séquentiel Delphi.
Un dérivé simplifié du moteur (passage en monocylindre) a été utilisé sur la moto d’entrée de gamme Buell Blast de 2000 à 2009. Le moteur Sportster utilisé sur le Buell Blast était en grande partie similaire à celui utilisé sur les Sportster, bien que le cylindre arrière ait été retiré en plus d’autres modifications pour réduire les coûts généraux et la maintenance.

## Evolution sur Big Twin

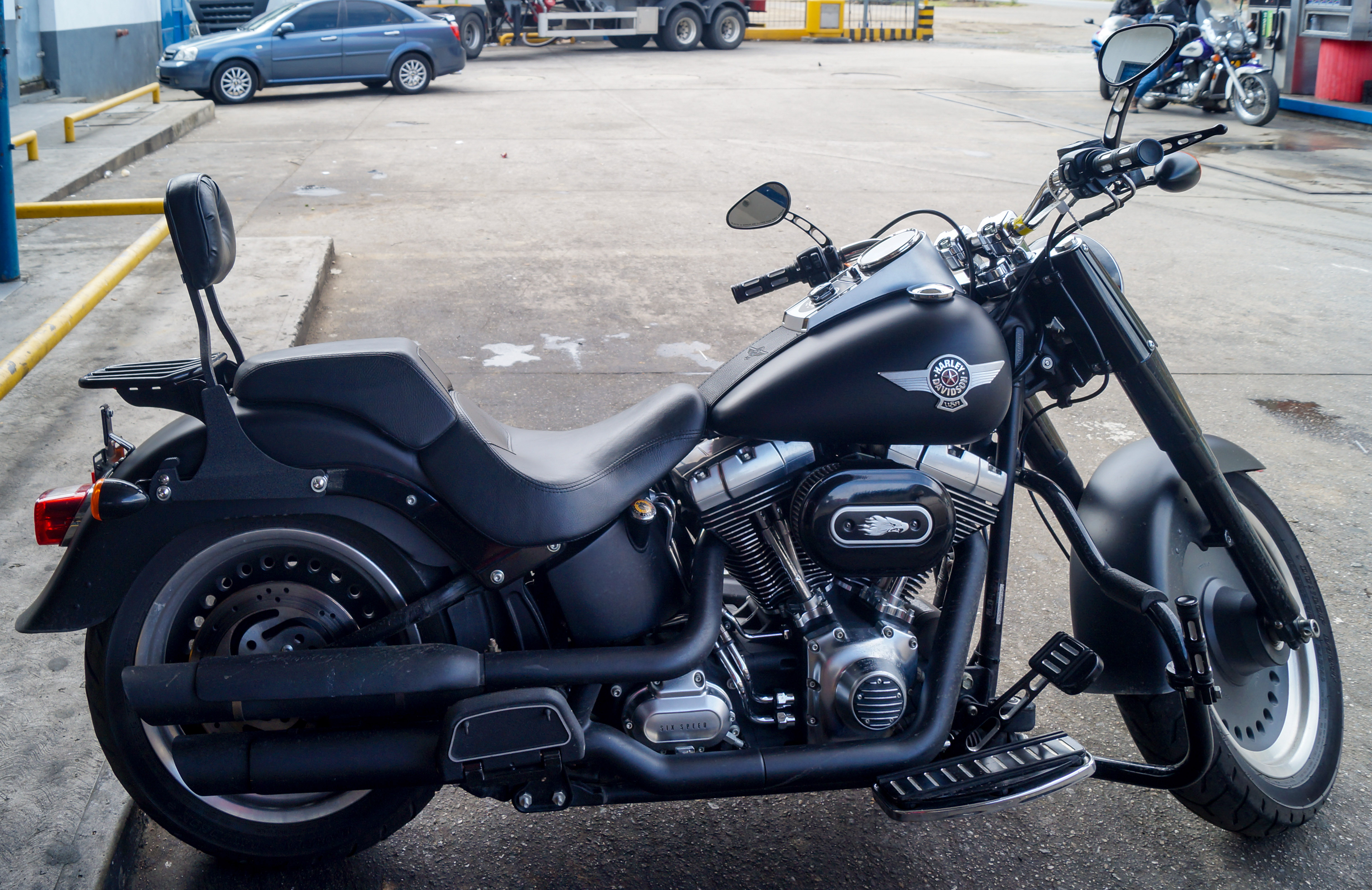
Evolution sur Softail.

Le moteur Evolution sur les Big Twin fut produit durant quinze ans pour les modèles Dyna, Softail, FXR et Touring de Harley-Davidson. Un nombre limité d'Evolutions ont été utilisés dans les modèles CVO pour les FXR2 et FXR3 de 1999 et les FXR4 de 2000. Alors que le boîtier principal n’était que légèrement modifié par rapport au précédent moteur Shovelhead, la partie supérieure de la tête fut considérablement améliorée.
Le 1 340 cm3 Evolution utilise un seul arbre à cames à quatre lobes entraîné par engrenage situé juste au-dessus de l'axe du vilebrequin. Bien que cela simplifie le remplacement de l'arbre à cames, cela complique le train de soupapes Big Twin avec des poussoirs et des tiges de poussoirs qui dévient chacun de l'arbre à cames avec des angles extrêmement différents. Les bielles Big Twin ont une apparence hélicoïdale distincte car le plan vertical formé par les basculeurs de chaque cylindre (avant-arrière) est exactement perpendiculaire au plan vertical formé par les lobes de came (de gauche à droite). La nécessité d'un ensemble poussoir/tiges pour atteindre le plus possible le lobe de came extérieur donne lieu à cet ensemble de levage décalé du Big Twin, où l'ensemble du poussoir avant est situé légèrement plus loin à l'extérieur et tourné afin d'activer le mécanisme de lever des soupapes.
Le Big Twin a reçu un certain nombre de transmissions et d’entraînements primaires différents, à la fois sur les motos de série et dans les utilisations personnalisées. Le choix des accessoires du marché secondaire pour ces moteurs est large, tout comme pour le moteur lui-même.
Jusqu'au lancement du moteur Twin Cam, le moteur Evolution Big Twin était le dernier de la gamme de moteurs à soupape en tête remontant à l'emblématique moteur Knucklehead, dessiné par le fondateur Bill Harley. À ce jour il s’agit également de la conception Harley-Davidson la plus importante sur le marché des pièces de rechange, des clones de ce moteur étant produits par des tiers tels que S&S Cycle et plusieurs autres sociétés. Harley-Davidson est revenu à une conception à une seule came avec le moteur Milwaukee-Eight, introduit pour la première fois pour les modèles de tourisme en 2016.

## Performances moteur
Vous trouverez ci-dessous des données sur la puissance et le couple des modèles HD motorisés EVO (comme indiqué par Harley-Davidson Motorcycles, Manuel de l'utilisateur, 1994).
| Modèle               | Cylindrée (cm3) | Puissance maximum (kW) | Couple moteur maximum (kg m) |
| Touring              | 1 338           | 44 à 5 000 tr/min      | 14,3 à 3 000 tr/min          |
| Softail / Dyna Glide | 1 338           | 41 à 5 000 tr/min      | 13,6 à 2 350 tr/min          |
| Sportster (883)      | 883             | 37 à 6 000 tr/min      | 8,5 à 2 500 tr/min           |
| Sportster (1200)     | 1 200           | 43 à 5 200 tr/min      | 12,4 à 3 500 tr/min          |